# Gotthilf Heinrich von Schubert
Gotthilf Heinrich von Schubert (26 de abril de 1780, em Hohenstein-Ernstthal—1 de julho de 1860, em Laufzorn, uma vila em Oberhaching) foi um médico alemão, naturalista, místico e filósofo natural da era romântica. Sua abreviatura oficial de autor botânico é "Schub."

## Biografia
Gotthilf Heinrich Schubert era filho de um pastor e começou a estudar teologia em Leipzig, mas depois trocou seus estudos para medicina, mudando-se a Jena em 1801 e doutorando-se em 1803. Na cidade, teve contato com as aulas de Friedrich Schelling, que estavam famosas na divulgação do idealismo e de sua Naturphilosophie. Schubert estabeleceu-se como médico em Altenburg e exerceu a prática médica até 1806, quando então desistiu dela e se dedicou ao trabalho científico autônomo em Dresden. Em Dresden, publicou "Intimações de uma História Geral da Vida" (Ahndungen einer allgemeinen Geschichte des Lebens). Essa obra impactou grandemente a ciência da natureza romântica. Schelling depois alocou Schubert ao cargo de Reitor da Escola de Ciências (Realschule) de Nurembergue. Em 1816, tornou-se tutor dos filhos do Grão-Duque Frederico Luís de Meclemburgo em Ludwigslust.
Ele deu palestras altamente aclamadas sobre o "lado noturno" da ciência natural (magnetismo animal, clarividência, sonhos). Em 1819, conseguiu uma cátedra de história natural em Erlangen. Schubert lá deu preleções sobre botânica (abreviatura botânica: Schub.), geognosia, mineralogia e silvicultura e mudou de residência pela última vez em 1827, desde que foi nomeado professor de história natural geral em Munique; foi onde encontrou um amargo adversário em Lorenz Oken. Ele foi o chefe das coleções zoológicas-zootômicas da Academia (hoje Coleção Estatal Zoológica de Munique) e como tal sucedeu Johann Baptist von Spix. Schubert permitiu que jovens zoólogos (Agassiz, Wagler, Wagner e Perty) processassem cientificamente o material de Spix do Brasil.
Em 1836/1837 liderou uma expedição à Palestina, onde foi coletado material zoológico e botânico. Michael Pius Erdl, que acompanhou Schubert, determinou através de extensas medições barométricas que o Vale do Jordão, descendo até o Mar Morto, estava muito abaixo do nível do Mar Mediterrâneo.

## Obra

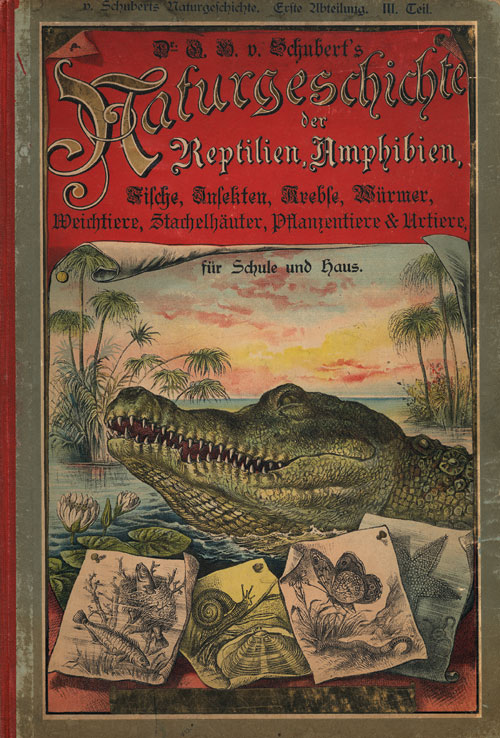
"Naturgeschichte der Reptilien, Amphibien, Fische ... Zum Anschauungs-Unterricht für die Jugend" de Schubert (10ª edição, 1890).

Schubert deu seguimento à Naturwissenchaft do idealismo alemão, ajudando a popularizar a Naturphilosophie de Schelling. Porém, em contraste à atitude analítica de Schelling, a abordagem da ciência de Schubert era mais emotiva, de forma a definir uma versão romântica da Natureza que despertasse sentimentos nos leitores. Ele definiu a Natureza como "um mundo de sonhos encarnado, uma linguagem profética em hieróglifos vivos" e defendeu o empirismo das sensopercepções para desvendá-la. Seu intercâmbio com Schelling foi fundamental à virada intelectual desse último filósofo em 1808-1809. Schubert estudou também com Johann Gottfried von Herder.
Ele estava interessado em uma interpretação geral do cosmos fundamentada religiosamente. Contemporâneos que incluíam Johann Wolfgang von Goethe, Jean Paul, Justinus Kerner e Heinrich von Kleist eram favoráveis ao seu trabalho. Sua principal obra, O Simbolismo dos Sonhos, publicada em 1814, foi um dos livros mais influentes de sua época, cujo impacto vai de E. T. A. Hoffmann a Sigmund Freud e Carl Gustav Jung.
Iniciou a investigação daquilo que chamou de "o lado noturno da natureza", a partir de uma série de palestras que deu em 1808 chamada "Opiniões sobre o Lado Noturno da Ciência Natural" (Ansichten von den Nachtseite der Naturwissenschaft). Nela, defendeu o estudo dos fenômenos obscuros e misteriosos, que possuíam um aspecto de "noite" ou do "oculto". Consistiu de uma exposição romântica que mesclou arte, poesia, ciência e linguagem religiosa, descrevendo uma história humana em que o objetivo da ciência deveria ser o reestabelecimento de uma totalidade unificada que teria existido de início com Deus sob uma Era de Ouro perdida. As Ansichten, junto posteriormente com O Simbolismo dos Sonhos, influenciaram também Schelling e Hegel. Nelas, deu importância ao sobrenatural, defendendo o magnetismo animal como evidência de que o homem poderia se comunicar com a totalidade da "alma do mundo", além de outros fenômenos sonambulísticos transgressivos, como sonhos, êxtase religioso, inspiração artística, doença e loucura, como estados que permitiriam atingir a essência da Natureza. Junto com Schelling, as especulações de Schubert foram importantes aos nascentes estudos sobre a psique, como nas tentativas de descrição da alma e em noções do inconsciente.
Ele refutava a opinião de Descartes e Kant de que os animais seriam apenas máquinas, e defendeu que eles possuem alma com sensações, emoções e memórias.
Justinus Kerner dedicou-lhe a obra A Vidente de Prevorst. O livro de Schubert O Simbolismo dos Sonhos (1814) foi citado por Freud em A Interpretação dos Sonhos e Henri Ellenberger, em The Discovery of the Unconscious, destacou essa obra e A História da Alma por suas antecipações de ideias psicodinâmicas modernas.

Para Schubert, a linguagem dos sonhos era uma linguagem abreviada e hieroglífica mais adequada à natureza da mente do que a linguagem de palavras lenta, ao mesmo tempo menos expressiva e de acordo com leis de associação rápidas "fantasmagóricas". Ele afirmou que os fenômenos dos sonhos eram produto de uma "álgebra superior" conduzida pelo "poeta escondido dentro de nós", e que tal era análoga à linguagem simbólica da Natureza, também encontrada nos mitos antigos. Assim, tem uma estrutura semelhante à associação fatal de eventos da vida, com o efeito de que eventos futuros podem ser previstos.
"Com essa relação também pode ser possível recuperar a chave perdida daquela parte da linguagem de sinais da Natureza que ainda não foi desvendada, e isso significaria muito mais para nós do que uma simples extensão de nosso conhecimento arqueológico e mitológico—nós ganharíamos uma compreensão da natureza ao nosso redor que nossos estudos médios da natureza nunca teriam sonhado"
Ele também abordou sobre o desenvolvimento da personalidade, comentando sobre "os fenômenos que usualmente são chamados arrependimento e a transformação do caráter".
"O amor superior é também um espelho no qual a alma se olha todos os dias e aprende a saber o que era e o que significa estar sem esse amor (...). De fato, a metamorfose que ocorre sob a influência desse amor (...) parece-nos estranha (...). Este arrependimento profundo nunca pode enraizar-se numa alma demasiado confiante no seu próprio valor, mas, antes, assume sobretudo a forte necessidade de ajuda de um nível superior e uma consciência de sua própria insuficiência."

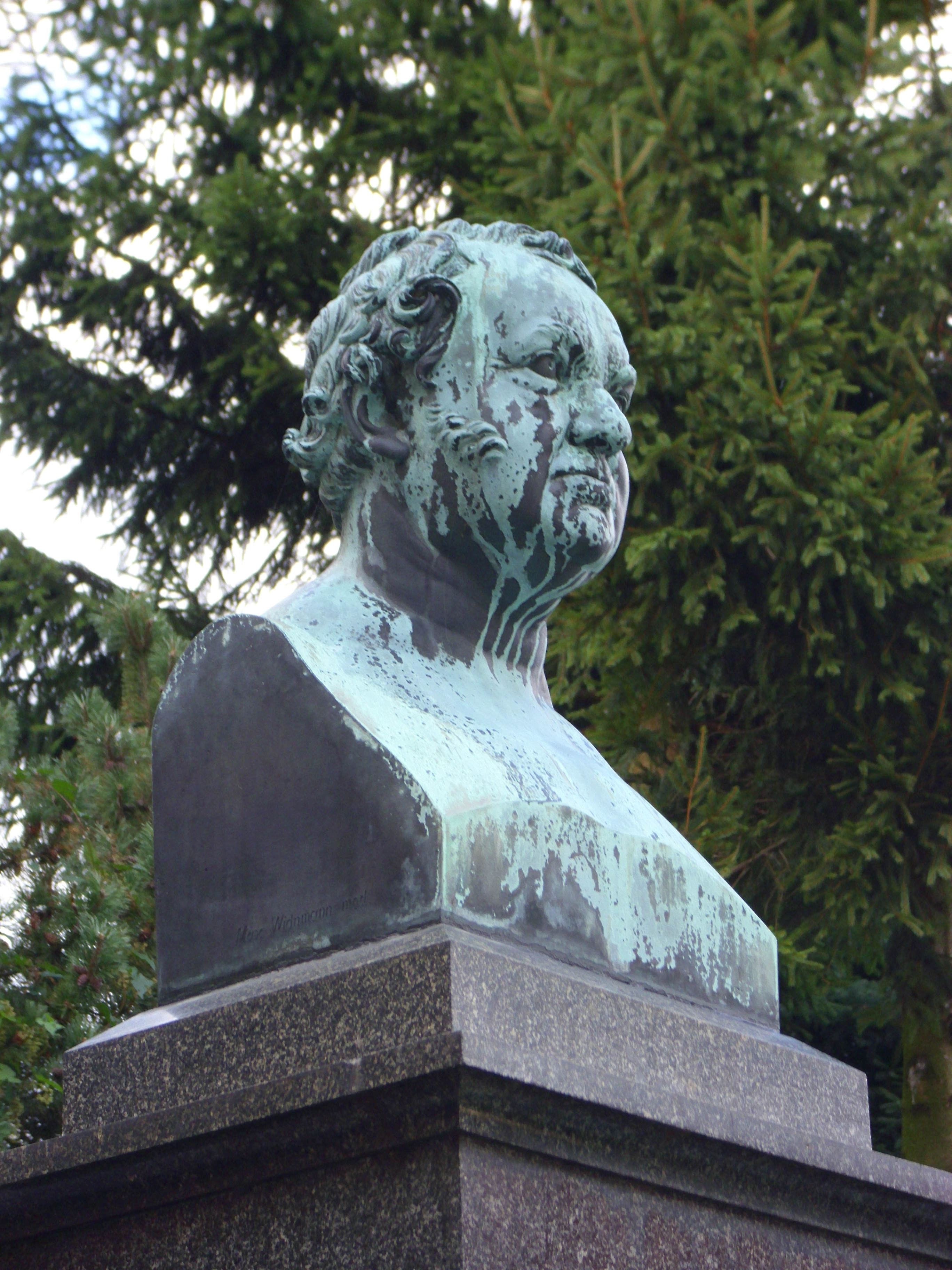
Busto em Hohenstein-Ernstthal dedicado por ocasião de seu centésimo aniversário em 1880

Inspirado pelos filósofos da era romântica, Schubert inaugurou um “cristianismo despertador” de amplitude ecumênica para seus alunos, referindo-se aos traços de Deus na natureza e na alma humana. Através de sua síntese de crença simples na Bíblia e filosofia natural de Schelling, ele finalmente se tornou um conquistador bem-sucedido do Esclarecimento Tardio (Spätaufklärung). Em sua obra A História da Alma, publicada em 1830, Schubert fez uma última tentativa de submeter a filosofia romântico-idealista da natureza e da cultura de Herder e Schelling a uma interpretação cristã global.
Em 1824, Carl Friedrich Philipp von Martius nomeou o gênero de planta Schubertia (família Apocynaceae) em sua homenagem.

## Distinções
- 1818: Membro da Leopoldina
- 1827: Membro ordinário da Academia de Ciências da Baviera
- 1853: Bergrat e Conselheiro Privado da Corte de Bayer
- 1853: Ordem Maximiliana da Baviera para Ciência e Arte

## Obras selecionadas
- Die Kirche und die Götter. Roman. 2 volumes. 1804 – A Igreja e os Deuses.
- Ansichten von der Nachtseite der Naturwissenschaft. Arnold, Dresden 1808 – Visões do Lado Noturno da Ciência.
- Handbuch der Naturkunde. 2 volumes. Schrag, Nürnberg 1813 (Vol 1: Handbuch der Mineralogie, Vol 2: Handbuch der Geognosie und der Bergkunde) – Manual de História Natural.
- Die Symbolik des Traumes. Kunz, Bamberg 1814 – O Simbolismo dos Sonhos.
- Altes und Neues aus dem Gebiet der innren Seelenkunde, 5 volumes 1817-44 – Velho e Novo no Campo da Psicologia Interior.
- Reise durch das südliche Frankreich und Italien. 2 volumes. Palm und Enke, Erlangen 1827-1831 – Jornada ao longo do Sul da França e Itália.
- Die Geschichte der Seele, 2 volumes. Cotta, Stuttgart 1830; – História da Alma.
- Biographieen und Erzählungen. 4 volumes em 3 tomos. Heyder, Erlangen 1847–1848 – Biografias e Histórias.
- Der Erwerb aus einem vergangenen und die Erwartungen von einem zukünftigen Leben. Eine Selbstbiographie. 5 volumes. Palm und Enke, Erlangen 1854–1856 – A aquisição de um passado e as expectativas de uma vida futura. Uma autobiografia.
- Naturgeschichte des Tier-, Pflanzen- und Mineralreichs. Schreiber, Esslingen und München (8ª edição, 1886) – História Natural do Reino Animal, Vegetal e Mineral.[14]